# Motivo adyacente de protoespaciador
El motivo adyacente de protoespaciador (del inglés Protospacer adjacent motif (PAM)) es una secuencia de ADN de 2-6 pares de bases inmediatamente después de la secuencia de ADN dirigida por la nucleasa Cas9 en el sistema inmune adaptativo bacteriano CRISPR.
PAM es un componente del virus o plásmido invasor, pero no es un componente del locus CRISPR bacteriano. Cas9 no se unirá con éxito o escindirá la secuencia de ADN objetivo si no es seguido por la secuencia PAM.

 
PAM es un componente de orientación esencial (que no se encuentra en el genoma bacteriano) que distingue a la bacteria en si del material de ADN, evitando así que el locus CRISPR sea atacado y destruido por nucleasas.

## Espaciadores / protoespaciadores
Los loci de CRISPR en una bacteria contienen "espaciadores" (ADN viral insertado en un locus CRISPR) que en sistemas inmunes adaptativos de tipo II se crearon a partir de ADN viral o plasmídico invasor (denominado "protoespaciadores"). En la invasión subsiguiente, la nucleasa Cas9 se une a tracrRNA: crRNA que guía Cas9 a la secuencia de protospacer invasora. Pero Cas9 no escindirá la secuencia protospacer a menos que haya una secuencia PAM adyacente. El espaciador en los loci bacterianos CRISPR no contendrá una secuencia PAM, y por lo tanto no se cortará por la nucleasa. Sin embargo, el protospacer en el virus o plásmido invasor contendrá la secuencia PAM y, por lo tanto, será escindido por la nucleasa Cas9. Para la edición de genes, se guıan los ARN guıa (gRNAs) para realizar la función del complejo tracrRNA: crRNA en el reconocimiento de las secuencias génicas que tienen una secuencia PAM en el extremo 3 '.

## Secuencias PAM
La PAM canónica es la secuencia 5'-NGG-3 'donde "N" es cualquier nucleobase seguido de dos nucleobases de guanina ("G"). Los ARN guías (gRNAs) pueden transportar Cas9 a cualquier parte del genoma para la edición de genes, pero no se puede editar en cualquier sitio distinto al que Cas9 reconoce como PAM. El PAM canónico se asocia con la nucleasa Cas9 de Streptococcus pyogenes (designado SpCas9), mientras que diferentes PAM se asocian con las proteínas Cas9 de las bacterias Neisseria meningitidis, Treponema denticola y Streptococcus thermophilus. 
5'-NGA-3 'puede ser un altamente eficiente no-canónico PAM para las células humanas, pero la eficiencia varía con la ubicación del genoma. 
Se han realizado intentos para que el ingeniero Cas9s reconozca diferentes PAMs para mejorar la capacidad de CRISPR-Cas9 para hacer la edición de genes en cualquier ubicación del genoma deseada.
El Cas9 de Francisella novicida reconoce la secuencia PAM canónica 5'-NGG-3 ', pero ha sido diseñado para reconocer la PAM 5'-YG-3' (donde "Y" es una pirimidina), añadiendo así al rango de posibles objetivos Cas9 La nucleasa Cpf1 de Francisella novicida reconoce la PAM 5'-TTTN-3 ' o 5'-YTN-3'.
Aparte de CRISPR-Cas9 y CRISPR-Cpf1, existen sin duda muchas nucleasas y PAMs aún no descubiertas.
CRISPR/C2c2 de la bacteria Leptotrichia shahii es CRISPR guiado por ARN que se dirige al ARN en lugar del ADN. El PAM no es relevante para un CRISPR dirigido a ARN, aunque una guanina que flanquea el objetivo afecta la eficacia, y ha sido designado Sitio de Acompañamiento de Protospaciador (en inglés Protospacer Flanking Site - PFS).

## GUIDE-Seq
Se ha ideado una tecnología llamada GUIDE-Seq para analizar los cortes erróneos ("off-target") producidos por dicha edición de genes. El requisito de PAM puede ser explotado para dirigirse específicamente a mutaciones de un solo nucleótido heterocigotos, mientras que no ejercen efectos aberrantes en los alelos de tipo salvaje